# Curly (cheval)
Vous lisez un « bon article » labellisé en 2014.
Pour les articles homonymes, voir Curly.
Le Curly, officiellement North American Curly Horse et anciennement American Bashkir Curly, est une race de chevaux de selle au poil bouclé, originaire des États-Unis. Ses origines ne sont pas connues mais sa présence est constatée aux États-Unis à partir des années 1800. La sélection de la race débute à la fin du XIXe siècle, dans le Nevada. En raison du très faible effectif originel, les premiers chevaux Curly ont été croisés avec d'autres races, ce qui en fait un cheval à la morphologie peu homogène. Le premier stud-book est créé en 1971.
Ses caractéristiques principales sont uniques, puisque c'est un cheval adapté aux climats froids, seule race chevaline systématiquement dotée d'un poil bouclé. Contrairement à une croyance populaire répandue, il n'est pas démontré que le Curly serait hypoallergénique.
Le Curly est également un animal polyvalent, apte à la pratique de toutes les disciplines équestres. Avec un effectif mondial situé entre 4 000 et 4 600 chevaux en 2012 et 2013, il reste rare. La race s'exporte hors de son pays natal, notamment vers l'Allemagne et la France, où elle est reconnue depuis 2011.

## Étymologie et terminologie
Le nom Bashkir (ou Bachkir) est d'origine russe. Il est attribué à cette race américaine par la famille Damele lors de la fondation du premier registre généalogique en 1971, par analogie avec les chevaux de Sibérie élevés par le peuple Bachkir en Oural du Sud. Les Damele croient, sur la base d'un dessin, que leurs chevaux proviennent des montures des Bashkirs, qui ont elles aussi le poil frisé.
Des recherches plus récentes prouvent l'absence de relation entre ces deux races : seuls quelques chevaux Bashkirs ont un poil bouclé, en raison de croisements avec le Lokaï. Ce nom est toutefois longtemps resté associé à la race américaine,. Aux États-Unis, ce cheval est aujourd'hui reconnu sous le nom de North American Curly Horse. En France, il est plus simplement appelé « Curly ».

## Histoire

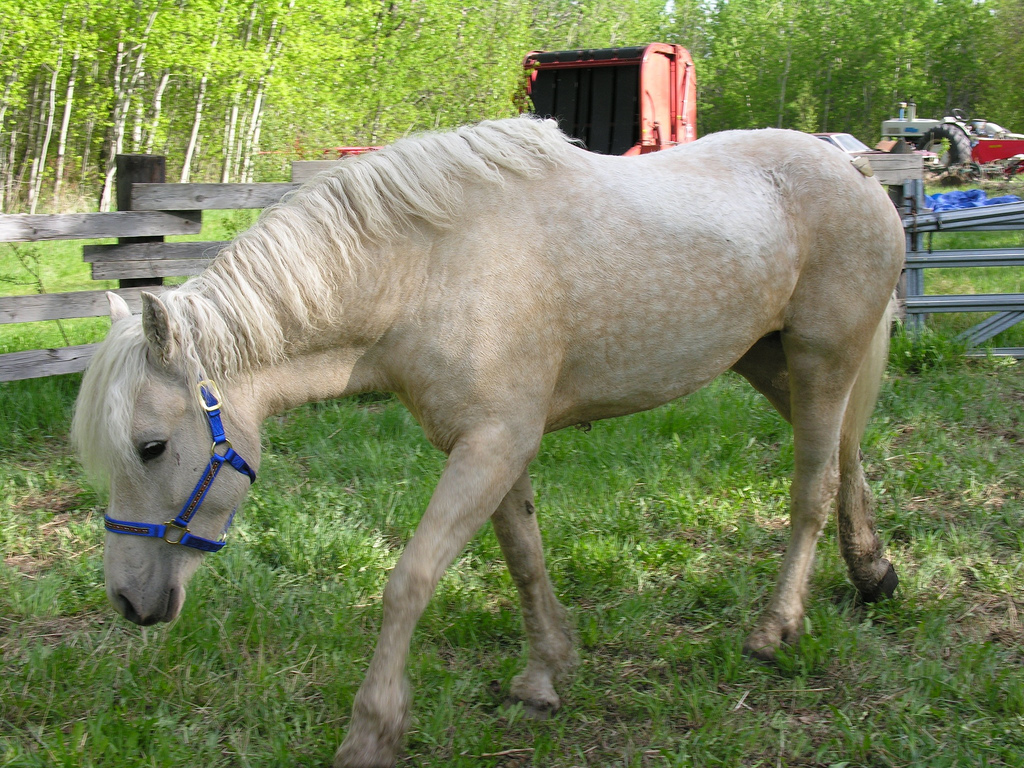
Cheval Curly de robe palomino.

### Origine
Les origines du Curly sont assez obscures et il est difficile de connaître sa provenance exacte,. Ce n'est pas un cheval génétiquement modifié qui aurait été spécialement créé pour les personnes allergiques, contrairement à une croyance populaire.
À l'époque où l'on croyait que cette race provenait de Russie, quelques théories ont évoqué des chevaux mongols qui auraient traversé le détroit de Béring dans des temps anciens, sans la moindre preuve historique. La race reste un mystère car une grande majorité des chevaux américains provient de colons européens.
Il est possible que des chevaux au poil bouclé aient été amenés par les Russes pendant la colonisation de l'Alaska et d'une partie de la côte ouest des États-Unis. Une race de chevaux frisés, dont des représentations trouvées en Asie centrale remontent au IIe siècle av. J.-C., survit en effet dans celle du cheval Bachkir, dont les spécimens ne sont pas toujours frisés. D'après l'ouvrage Imperial Russia in Frontier America, des chevaux russes ont été importés en nombre réduit de la fin du XVIIIe siècle aux années 1800, mais les rudes conditions climatiques ont entraîné une mortalité élevée. Des spécimens se seraient échappés ou auraient fait l'objet de commerce avec les peuples amérindiens, un groupe aurait survécu dans le Nevada. Une autre théorie russe attribue l'origine du Curly à un étalon de race Lokaï qui a été exporté de la Russie vers les États-Unis en 1874,, et a pu servir à des croisements. Plus récemment, la théorie d'une origine exclusivement russe a été remise en cause par la découverte de documents iconographiques.

### XIXesiècle
Les premiers écrits attestant la présence de chevaux aux poils bouclés datent des années 1800. Leur présence est attestée en Autriche, en Amérique du Sud, où elle est relevée par Charles Darwin, et en France vers 1850. Aux États-Unis, l'existence de chevaux bouclés est attestée en 1800 ou 1801 par une gravure qui évoque l'hiver où les Sioux ont dérobé des chevaux Curly aux Crows. Certains chevaux élevés par les nations amérindiennes ont le poil frisé et sont réputés être plus fiers et plus courageux. Des dessins datant de 1801 et 1804 décrivent les peuples Sioux et Lakotas et montrent des chevaux frisés. Les chefs de tribus et les chamanes indiens les élèvent soigneusement, et les considèrent comme sacrés. Ils les nomment « chevaux bisons », par analogie avec le poil bouclé des bisons. Les Curlys sont employés pour les migrations, les guerres et la chasse aux bisons. Le chef Red Cloud en a dessiné dans une scène décrivant la bataille de Little Big Horn contre le Général Custer. Par la suite, les chevaux bouclés sont perdus, les ranchers américains les croisent avec d'autres animaux, notamment des Quarter Horses.
En 1898, la famille Damele trouve plusieurs chevaux aux poils bouclés dans les montagnes du Nevada, près d'Austin. Elle rassemble ces animaux dans son ranch, ils deviennent la principale population souche de la race Curly aux États-Unis.

### XXeetXXIesiècles
La famille Damele perd la plupart de ses chevaux en 1932, après un hiver particulièrement rigoureux. Parmi ceux qui restent en vie se trouvent tous les Curly, preuve de leur résistance au froid,. L'hiver 1951-1952, lui aussi particulièrement rude, montre que les Curly sont les seuls chevaux capables de survivre sans supplément de nourriture. Benny Damele décide de se spécialiser dans l'élevage extensif de ces animaux, il croise ses mustangs au poil bouclé avec d'autres chevaux de diverses races issus de son cheptel : Pur-sang arabe, American Saddlebred et Morgan. Son affaire prospère et il vend ses bêtes dans tous les États-Unis, popularisant ainsi la race.
L'hétérogénéité des chevaux avant les années 1970 interdit toute création de registre généalogique. Le premier registre de la race, American Bashkir Curly Horse Registry, est fondé en 1971 afin de la préserver. Les premiers standards sont fixés,. Au vu du très petit nombre de sujets, les premiers Curly sont croisés avec quatre races différentes : l'arabe pour son endurance, le Morgan pour sa conformation similaire à celle du Curly, l'appaloosa et enfin le Missouri Fox Trotter pour ses allures particulières, mais peu de Curly présentent aujourd'hui cette caractéristique. Dans les années 1990, le registre est fermé aux croisements. L'International Curly horse Organization est alors créée pour les éleveurs souhaitant continuer à croiser le Curly et à diversifier les lignées. Le Curly Sporthorse International est ensuite créé dans l'optique d'élever un Curly pour le sport, c'est-à-dire les différentes disciplines équestres pratiquées en compétition. Le Curly se répand grâce à son facteur hypoallergénique, permettant aux cavaliers allergiques de côtoyer des chevaux à nouveau.

## Description

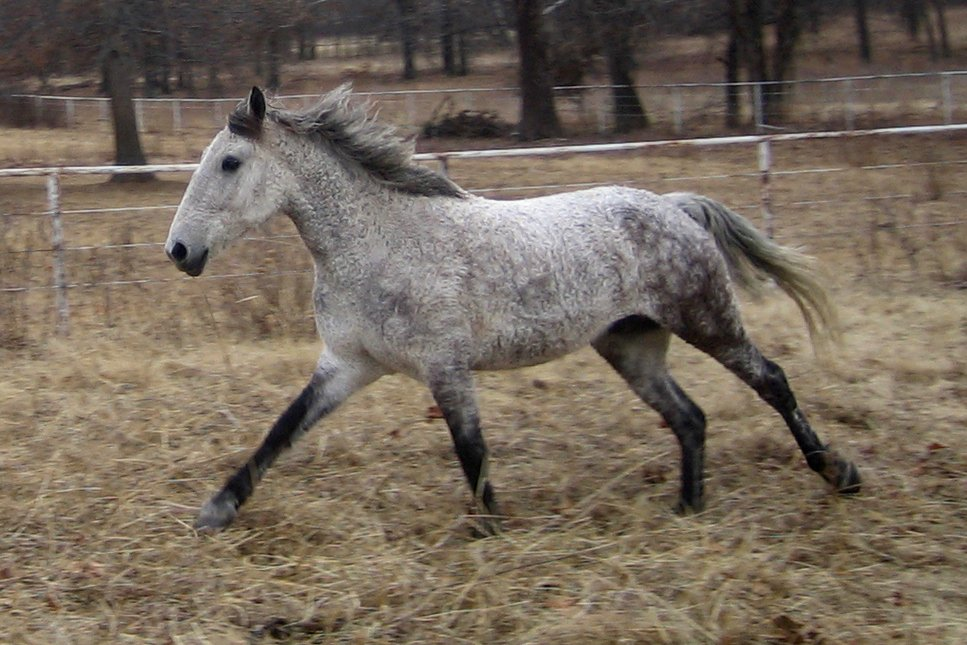
Un Curly gris pommelé au galop.

Si le Curly est essentiellement distingué par son pelage, la race possède d'autres caractéristiques uniques. Les recherches réalisées en 1984 prouvent ainsi l'existence de groupes sanguins très rares. C'est typiquement un cheval adapté aux climats froids, grâce à ses naseaux peu ouverts et à l'épaisse couche de graisse qu'il développe en hiver sous sa peau. Il dispose d'une capacité de ventilation supérieure à celle des autres chevaux, lui conférant une meilleure oxygénation des muscles.

### Morphologie
Du fait des croisements effectués sur la race, le Curly peut présenter différentes conformations, tailles et poids. C'est généralement un cheval de taille moyenne, bien charpenté. Sa toise se situe entre 1,42 m et 1,63 m au garrot (1,45 m à 1,60 m le plus souvent), pour un poids compris entre 360 kg et 570 kg environ. Il ressemble assez au Morgan, une autre race américaine. Selon les lignées, il peut être plus proche du Quarter Horse et posséder comme lui le sens du bétail, ou bien se rapprocher du cheval de sport, voire du cheval d'allures.

#### Tête

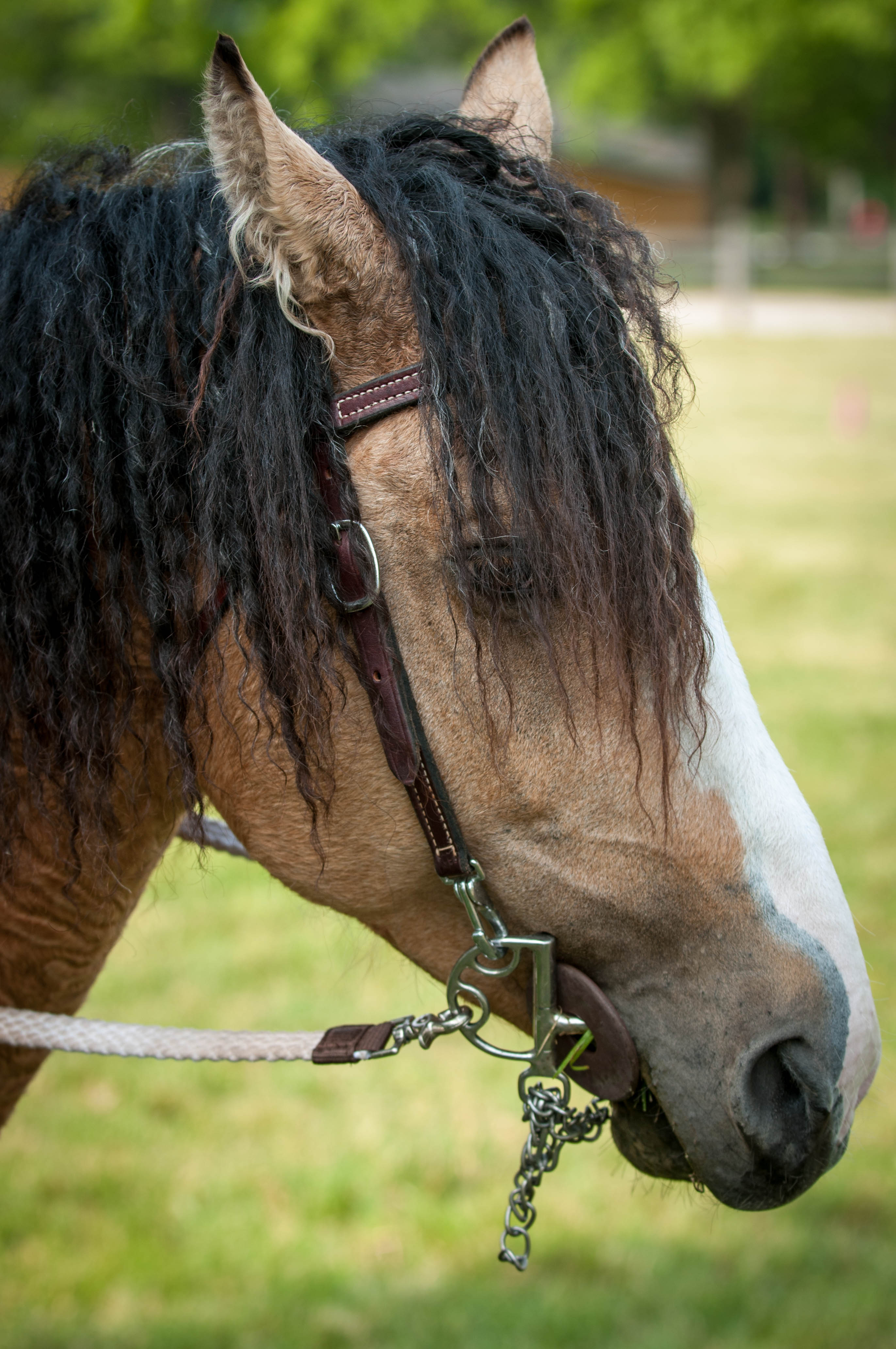
Tête d'un Curly, avec les poils bouclés sortant des oreilles.

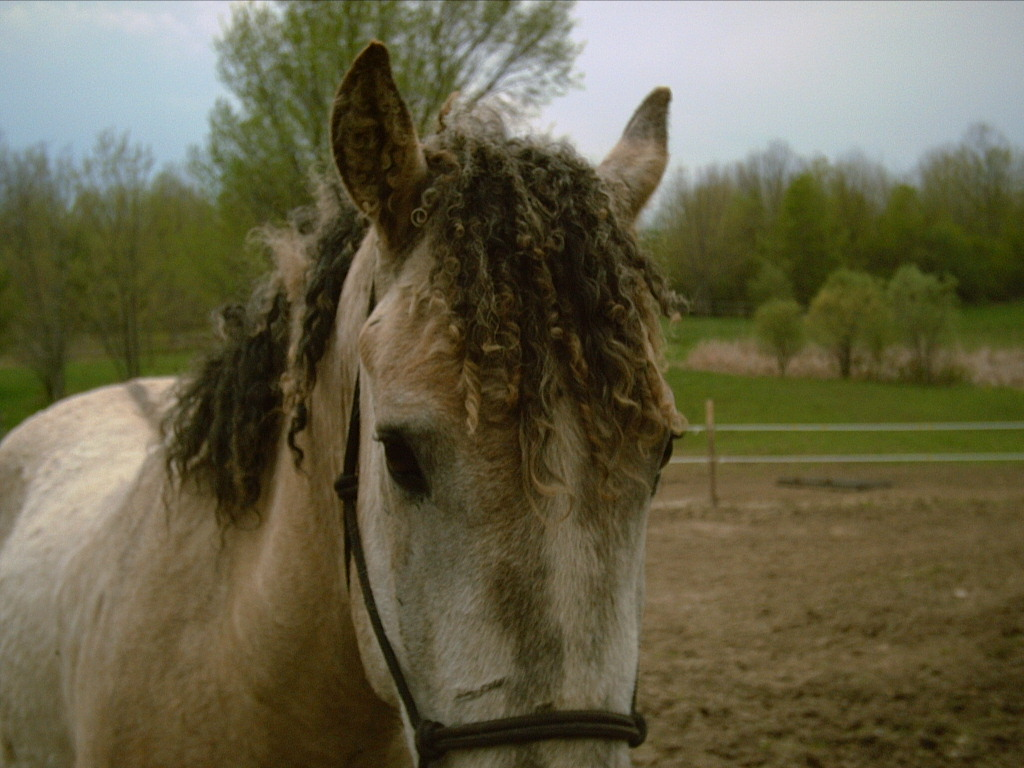
Gros plan sur la crinière bouclée d'un Curly

Sa tête est de taille moyenne avec un bout de nez et des ganaches bien définies. Le chanfrein est large, avec de grands yeux en amande à l'apparence somnolente, comme ceux du cheval oriental. Les naseaux sont étroits et la mâchoire est solide. La croyance populaire veut que le Curly ait un champ de vision plus large que les autres chevaux, notamment au niveau de sa croupe. Les oreilles sont courtes et dotées d'un poil bouclé à l'intérieur.

#### Avant-main, corps et arrière-main
L'encolure est de longueur moyenne. Les épaules sont puissantes et arrondies. Le dos est court, musclé, et possède le plus souvent cinq vertèbres lombaires, soit une de moins que la plupart des autres races de chevaux. La croupe est ronde et peu inclinée à la base de la queue. La queue est attachée haut et peut être portée très relevée.

#### Membres
Les jambes sont fines, avec des genoux plats, mais ses os sont très denses. Les sabots sont bien ronds, souvent noirs, durs, denses et proportionnels à la taille de l'animal,. La plupart des animaux n'ont pas de châtaignes aux membres, ou celles-ci sont très petites et peu apparentes.

### Poil et peau
La caractéristique principale de la race se situe au niveau de son poil. Comme le nom de la race l'indique, celui-ci est bouclé. L'ensemble du corps est recouvert d'une toison qui peut être décrite comme ondulée, bouclée ou micro-bouclée.
La crinière, bien répartie de chaque côté de l'encolure, présente différents degrés de frisure allant du crépu à l'ondulé. Il en est de même avec la queue. L'été, une bonne partie des poils et des crins tombent avec la mue. Ils repoussent à l'automne en prévision de l'hiver. Seuls les poils des oreilles et des boulets restent frisés toute l'année. La peau est épaisse. Il existe quelques Curly dits straight, à poils courts semblables à ceux des autres chevaux. Les crins sont assez fragiles, et demandent des soins réguliers (démêlage, shampoing nourrissant) à qui souhaite en conserver l'esthétique.
Ces frisures sont dues à une mutation faux sens du gène KRT25 (kératine gène 25), le variant p.R89H ; cependant, une autre mutation pourrait être impliquée chez certains chevaux.

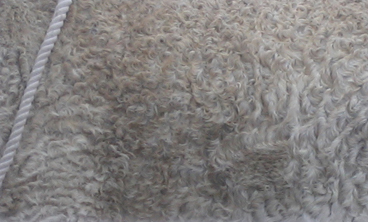
Pelage du Curly en hiver
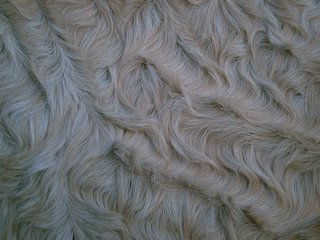
Gros plan sur le pelage

### Allégations d'hypoallergénie
Il a longtemps été répété que le Curly serait doté d'un facteur hypoallergénique, allégation qui n'est pas scientifiquement démontrée. En 2015, une étude allemande menée sur 40 cavaliers, avance que les cavaliers allergiques aux chevaux présentent moins de réactions en présence de Curly et peuvent se désensibiliser à l'allergie aux poils équins au contact de ces chevaux. Une étude de cas allemande, en 2017, porte sur un cavalier allergique aux chevaux qui est devenu tolérant après six mois au contact d'un Curly.
En 2018, Eva Zahradnik et son équipe mesurent les taux d'allergènes contenus dans la peau et le poil de différentes races de chevaux : « Par rapport aux autres races, les Curly n'ont pas été associés à des niveaux d'allergènes plus faibles dans les poils et dans les échantillons d'air prélevés pendant le toilettage. Notre approche n'apporte aucune explication moléculaire à la raison pour laquelle les Curly sont considérés comme hypoallergéniques ». En 2020, une nouvelle étude sur 103 cavaliers allergiques côtoyant des chevaux Curly et non-Curly arrive à la conclusion que « La teneur en allergènes mesurables chez les chevaux Curly n'était pas significativement différente de celle des chevaux non Curly », mais aussi que « l'utilisation à long terme de chevaux Curly a induit une perte de réactions allergiques à leur égard ». L'étude en conclut que « Par rapport aux autres chevaux testés, les Curly testés ne sont pas exclusivement hypoallergéniques ».
Une explication avancée par les éleveurs de Curly serait que l'hypoallergénie se situe au niveau de la peau et non du poil. Les protéines contenues dans les squames de la peau seraient allergènes. La peau du Curly contiendrait un très faible taux de ces protéines allergènes,. Enfin, les témoignages évoquent une odeur différente de celle des autres chevaux chez le Curly, conséquence de la spécificité de sa peau et de son pelage.

### Robe

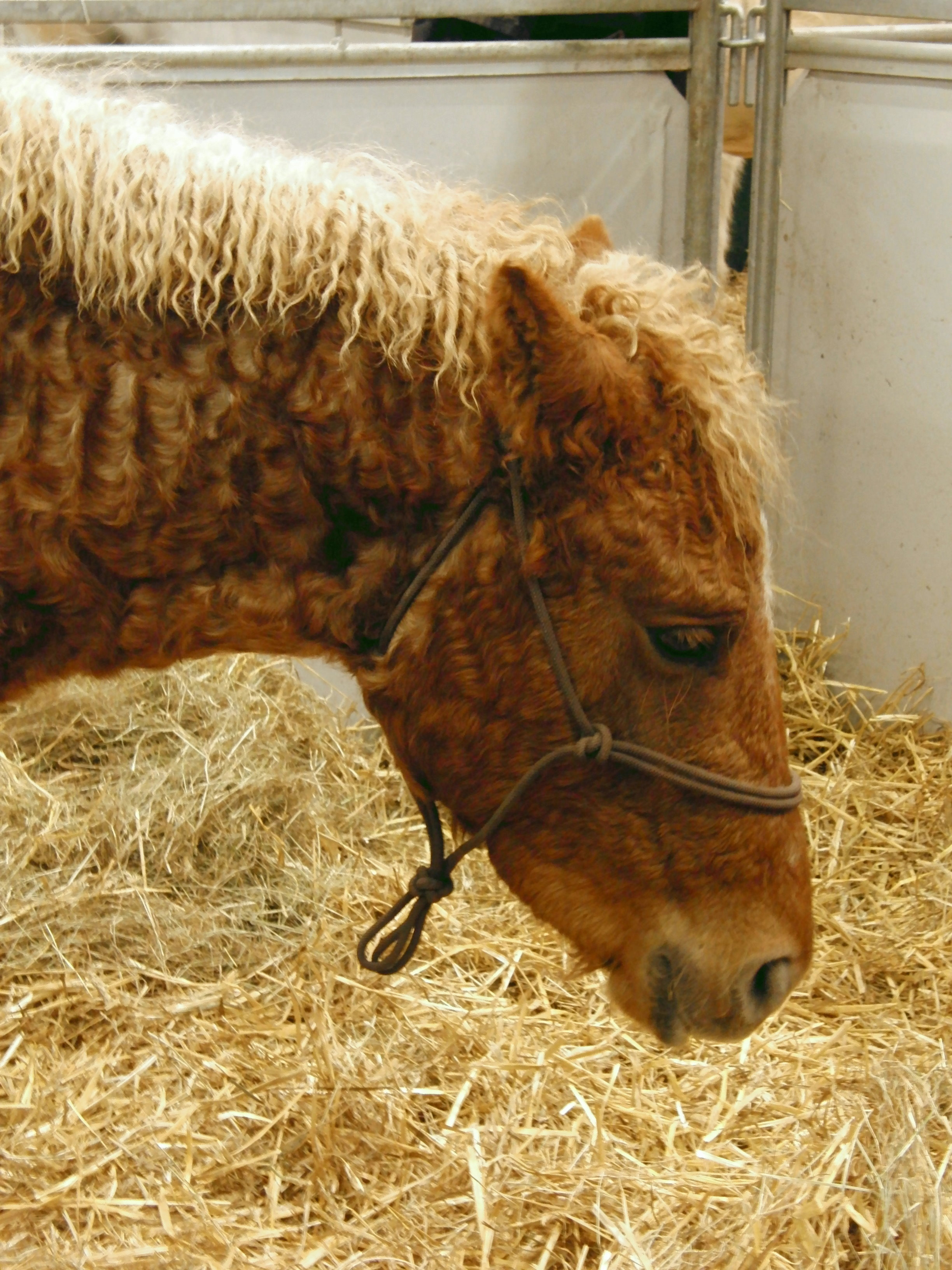
L'alezan est la couleur de robe la plus fréquente.

Toutes les robes sont admises, et les marques, blanches ou primitives, sont présentes sans restrictions. L'alezan est la couleur la plus fréquente, mais en plus des robes simples, le Curly peut également présenter des robes pie et tachetées.

### Tempérament, entretien et allures
Le caractère du Curly est également notable. Il est réputé docile. D'un tempérament toujours égal, il est cependant tonique, vif et prompt à réagir. Gentil de nature, il est facile à travailler. Il possède également une bonne capacité de récupération. C'est une race rustique, qui présente une résistance exceptionnelle aux températures froides et serait capable de tolérer - 40 °C. Ses pieds sont particulièrement solides et ne nécessitent pas de ferrure. Il demande cependant une petite ration de nourriture complémentaire s'il vit à l'extérieur.
Le Curly a fait l'objet d'une étude visant à déterminer la présence de la mutation du gène DMRT3 à l'origine des allures supplémentaires : l'étude de 45 sujets a permis de détecter la présence de cette mutation chez 16,7 % d'entre eux, et l’existence de chevaux pratiquant le fox-trot parmi la race.  

### Sélection
La sélection de la race Curly est prise en charge par deux organismes aux objectifs différents. L’American Bashkir Curly Registry (ABCR), créé en 1971, est le plus ancien et tient un stud-book fermé, seuls les chevaux issus de parents eux-mêmes inscrits pouvant y figurer. Au contraire, l’International curly horse organisation (ICHO), créée en 2000, tient un stud-book ouvert et recense dans différentes divisions tous les chevaux qui ont le poil frisé. En raison de la co-existence de ces deux organismes, la notion de race peut-être discutée chez certains chevaux. Il existe des poneys Curlies, des Curlies de trait et des Curlies de sport, issus de différents croisements. Le poil bouclé se transmet à 50 % environ, lors du croisement entre un cheval Curly et un cheval non-Curly. En 2013, le Curly de sport est plus populaire que les autres lignées.

## Utilisations

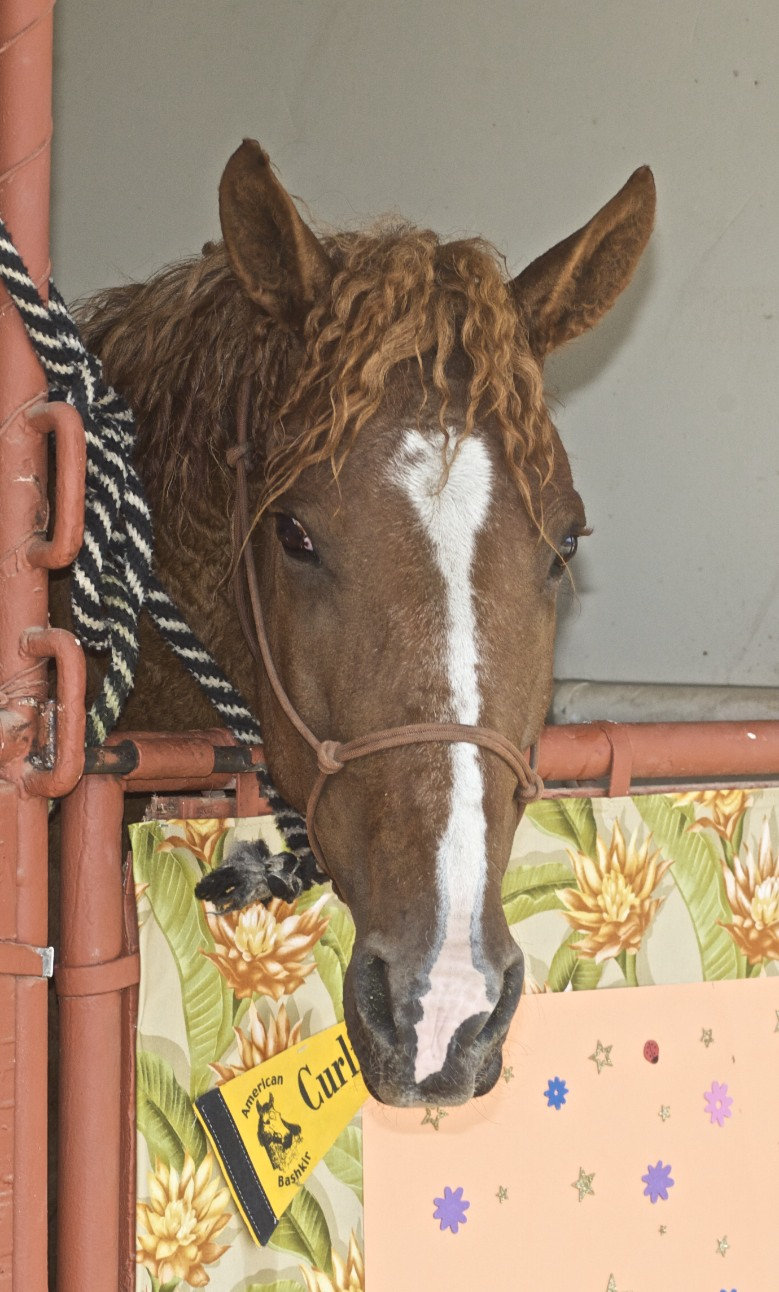
Tête d'un cheval Curly, au box.

Le Curly est un animal polyvalent,. Très bon cheval d'école et de famille, il sert surtout de cheval de loisir et pratique la randonnée équestre, le TREC et l'équitation western. Toutes les disciplines lui sont possibles, y compris le saut d'obstacles, le dressage, l'endurance et l'attelage. S'il n'atteint pas le niveau olympique, le Curly est capable de franchir des barres d'1,20 m sans problème. Son utilisation en équithérapie est aussi particulièrement notable,.
Son poil particulier peut pousser à des longueurs de 10 à 12 cm dans les régions froides. Les éleveurs du Grand Nord américain mélangent le poil des Curly avec de la laine de mouton pour tricoter des vêtements chauds.

## Diffusion de l'élevage
Le Curly est considéré (2010) comme une race locale en danger critique d'extinction. La population est limitée. Différents effectifs sont évoqués : environ 4 000 chevaux seraient enregistrés dans le monde en 2013 selon Cheval Magazine, qui a pourtant avancé le chiffre de 4 600 chevaux en 2012 dans une publication plus ancienne. La race est exportée en Allemagne et en France.
L'effectif français diffère aussi selon les publications, 200 chevaux étant comptabilisés en 2012 selon un article, et seulement 70 (pour 350 dans toute l'Europe) d'après un autre paru en 2013. Quoi qu'il en soit, la race reste rare et l'effectif français est réduit. Il y a seulement quatre élevages de Curlies, pour cinq étalons et vingt-quatre poulinières en 2013 dont quatre étalons et douze poulinières pour l'elevage Edacurly en Bretagne. Depuis novembre 2011, le Curly est reconnu en France par le biais d'une convention établie entre l'International Curly Horse Organization (ICHO) et l'Institut français du cheval et de l'équitation (IFCE). Le prix d'un poulain au sevrage se situe autour de 4 000 euros. Il faut compter entre 7 000 et 9 000 euros pour un adulte débourré.

#### Ouvrages spécialisés
- [Thomas 1989] (en) Shan Thomas, Myth and Mystery : The Curly Horse in America, C.S. Fund, 1989, 70 p.

#### Ouvrages généralistes
- [Bataille et Tsaag Valren 2017] Lætitia Bataille et Amélie Tsaag Valren, Races équines de France, Paris, Éditions France Agricole, janvier 2017, 2e éd. (1re éd. 2008), 304 p. (ISBN 2-85557-481-1, OCLC 971243118, BNF 45194192), « Curly ».
- [Brengard 2013] Emmanuelle Brengard (dir.), « Curly », dans 60 races de chevaux de selle, Glénat, octobre 2013 (ISBN 978-2-7234-9212-6), p. 78-81
- [Hendricks et Dent 2007] (en) Bonnie Lou Hendricks et Anthony A. Dent, « American Bashkir Curly », dans International Encyclopedia of Horse Breeds, Norman, University of Oklahoma Press, 2007 (ISBN 9780806138848), p. 14-16
- [Johnson 2009] (en) Samantha Johnson (photogr. Daniel Johnson), « American Bashkir Curly », dans The Field Guide to Horses, Voyageur Press, 2009 (ISBN 1616732172 et 9781616732172), p. 57
- [Lynghaug 2009] (en) Fran Lynghaug, « American Bashkir Curly », dans The Official Horse Breeds Standards Guide: The Complete Guide to the Standards of All North American Equine Breed Associations, Voyageur Press, 2009, 672 p. (ISBN 0760334994 et 9780760334997), p. 147-153
- [Rousseau 2016] Élise Rousseau (ill. Yann Le Bris), Guide des chevaux d'Europe, Delachaux et Niestlé, 1er août 2016 (ISBN 978-2-603-02437-9), « Curly », p. 285.

#### Ouvrages scientifiques
- [Gillespie et Flanders 2010] (en) James R. Gillespie et Frank B. Flanders, « American Bashkir Curly », dans Modern Livestock and Poultry Production, Cengage Learning, 2010, 1060 p. (ISBN 9781428318083), p. 580

#### Articles de presse
- [Allioux et Verschuren 2010] Sophie Allioux et Aline Verschuren, « L'American Bashkir Curly et ses secrets », Cheval Savoir, no 8,‎ mars 2010 (lire en ligne)
- [Clergeau 2013] Charlotte Clergeau, « Le curly, cheval mystère », Cheval Magazine, no 495,‎ février 2013, p. 34-37